# کاتال
کاتال(به انگلیسی: katal) (نماد: kat) واحدی برای بیان میزان کاتالیزوری است. این یکا برای بیان میزان فعالیت کاتالیزوری آنزیم‌ها و دیگر کاتالیزورها به کار می‌رود. پیشنهاد شده‌است که از این واحد به جای یکای آنزیم استفاده شود. این یکاها در بیوشیمی اهمیت فراوان دارند.
این واحد از سال ۱۹۹۹ به عنوان واحد رسمی اس‌آی شناخته شده‌است.

## تعریف
۱ kat = ۱ مول/s